# Villa Haas
Die Villa Haas ist eine historistische Villa in Sinn im mittelhessischen Lahn-Dill-Kreis, am westlichen Rand der Hörre und am Fuße des Naturparks Lahn-Dill-Bergland.
Die Villa, der Park und die umliegende Gesamtanlage „Hansastraße / Rudolfstraße“ stehen als Kulturdenkmale aufgrund ihrer geschichtlichen und künstlerischen Bedeutung unter Denkmalschutz.
Sie ist eine der wenigen erhaltenen Anlagen aus der Zeit der Industrialisierung Mittelhessens und erzählt die Geschichte vom künstlerischen Anspruch des Bauherrn und seiner Familie. Das Bauwerk wie sein Umfeld geben dem Besucher viele Informationen über die Zusammenhänge seiner Entstehung. Es berichtet über die Zeiten des Kaiserreichs, der Diktatur, der Demokratie, gewinnt dadurch an Authentizität und bleibt durch seinen typischen Stil in Erinnerung.

## Entstehung

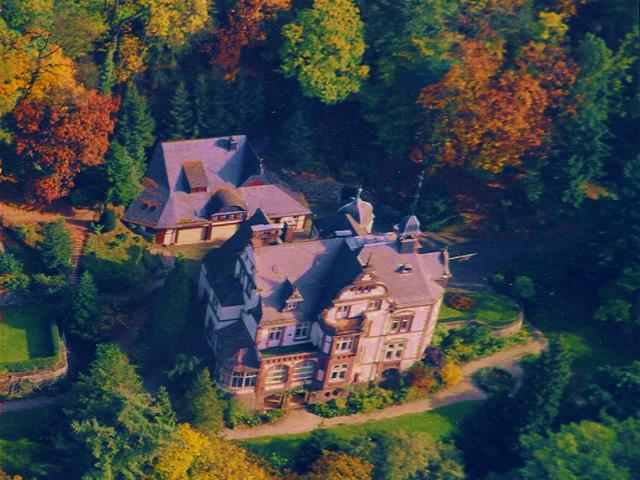
Villa Haas, Luftbild von Westen

Villa, Nebengebäude (Remise) und Parkanlage gehen auf einen Entwurf des Herborner Architekten Ludwig Hofmann (1862–1933) zurück, den der Geheime Kommerzienrat Rudolf Haas, Besitzer des am linken Ufer der Dill in Sinn niedergelassenen Unternehmens Neuhoffnungshütte, 1892 mit dem benachbarten Bau beauftragte. Dieser entwickelte ein bedeutendes noch erhaltenes Beispiel für die Stilsynthesen im späten Historismus. Bis dahin waren die Landschaftsgärtner für die Gestaltung der Umgebung zuständig gewesen. Hier wurde dagegen der für den Hausbau verantwortliche Architekt auch mit der Planung einer Außenanlage betraut – damals eine fast revolutionäre Vorgehensweise, die sich im deutschsprachigen Raum erst nach 1910 mit dem Übergang zur Moderne durchsetzte. Hofmann entwarf einen weitgehend natürlich wirkenden Villenpark mit Anleihen an den Englischen Landschaftsgarten. Ziel war es, durch gestalterische Elemente der Renaissance, wie z. B. Terrassen, Außenräume einzuplanen, die eine Einheit von Wohnhaus und Garten suggerieren. Aspekte einer nachhaltigen Nutzung wie ein Geflügelhof, eine Bleichwiese oder der Platz für ein Festzelt auf dem Rondell wurden berücksichtigt. Als typisch deutsches Parkmodell zur Zeit des Historismus sind die Brezelwege, Teppichbeete oder der Umriss des Gartenteichs, der einem fjordhaften Schweizer Bergsee ähneln sollte, zu verstehen.
Überregionale Bekanntheit in Büchern und Fachzeitschriften erhielt die Anlage bereits um 1894 durch Stiche und Tafeln des Illustrators Georg Loesti.

### Bewohner
Rudolf Haas (1843–1916) leitete die Neuhoffnungshütte W. Ernst Haas & Sohn. Er investierte zukunftsbezogen und setzte sich für technische Innovation ein. Die Neuhoffnungshütte bei Sinn betrieb Eisenstein-Bergbau sowie eine Eisengießerei mit Herd- und Ofenfabrikation, Puddelwerk, Sägewerk und Walzwerk, Hufeisenfabrik, Stangenblankzieherei, Drahtzieherei, Drahtstiftenfabrik und Blech- und Kupferschmiede für Kesselöfen. Als Montanunternehmer war Haas Mitbegründer des Vereins der Eisenhüttenleute (heute Stahlinstitut VDEh) sowie Mitglied im renommierten Wiesbadener Nassauischen Verein für Naturkunde.

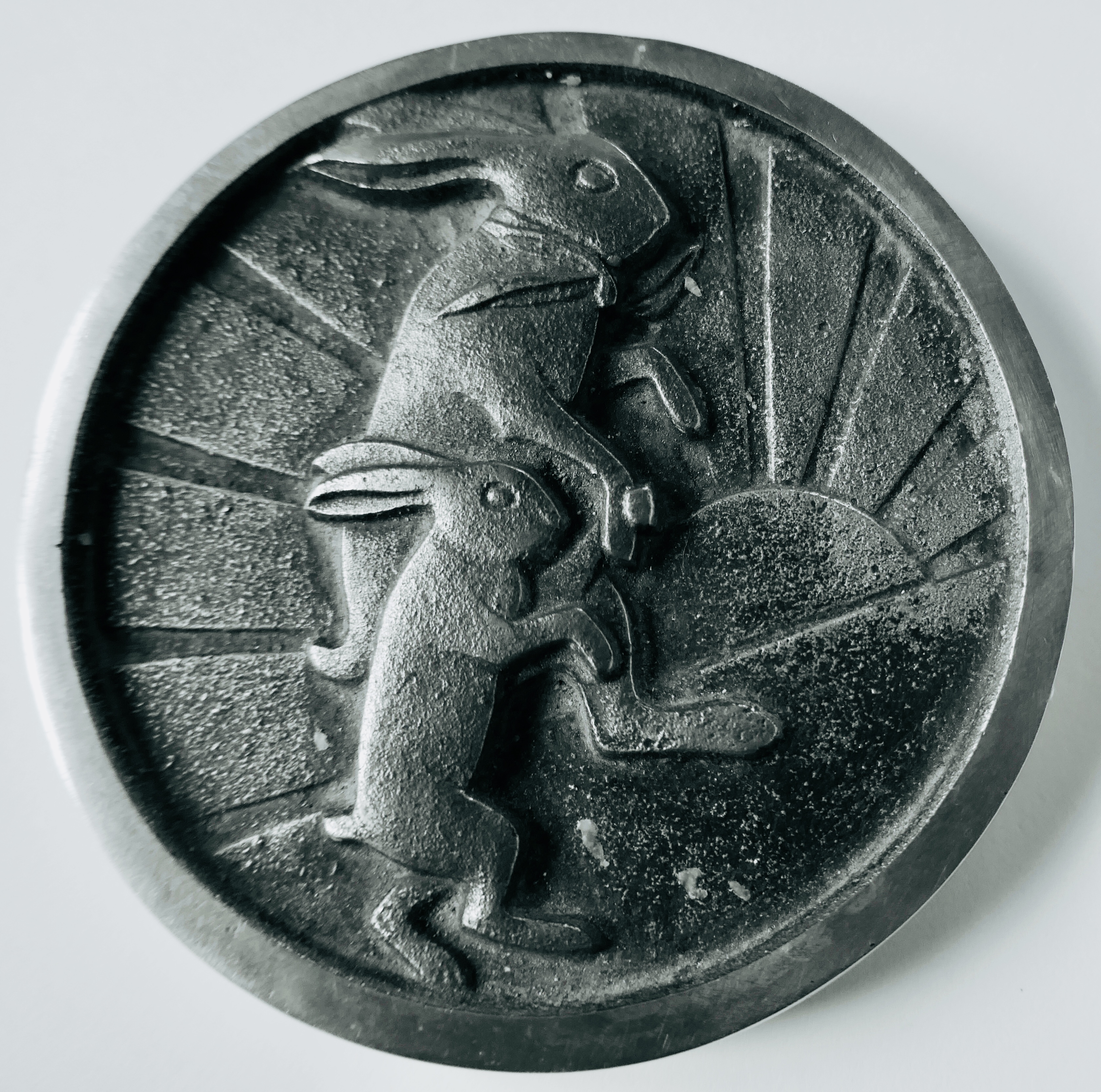
1918 von Franz Boeres entworfenes Markenzeichen für Haas & Sohn

Otto Rudolf Haas (1878–1956) übernahm 1916 die Leitung des Unternehmens als geschäftsführender Gesellschafter bis 1938. Er war Vorstandsmitglied der Industrie- und Handelskammer Dillenburg und des örtlichen Arbeitgeberverbands. Nach 1945 erfolgte die kurzzeitige Besetzung der Villa durch US-amerikanische Offiziere sowie eine Einquartierung von Flüchtlingen.
Nachfolger als Leiter des Unternehmens wurde Helmut Prawitz (1893–1982), langjähriger Präsident der Industrie- und Handelskammer Dillenburg sowie Träger des Bundesverdienstkreuzes 1954 und Ehrenbürger der Gemeinde Sinn 1968. Er bewohnte die Villa bis 1976 und war ein früher Förderer des Architekten Hermann Fehling und des Designers Peter Raacke. Bis 1977 wurde das erste Obergeschoss als Film- und Fotostudio für Werbeaufnahmen genutzt.
Ende 1977 erwarb Klaus F. Müller, dessen Familie in der dritten Generation mit der Neuhoffnungshütte verbundenen war, das Anwesen aus dem Unternehmensbesitz von W. Ernst Haas & Sohn. Umbau und Renovierung mit Planung einer zahnärztlichen Praxis mitsamt Labor erfolgten durch den Architekten Helmut Müller (1919–1990). Sein Sohn, der als einer der Pioniere der deutschen oralen Implantologie gilt, betrieb hier seine Praxis bis 2007.

## Architektur
Zu den Stilelementen des zweigeschossigen großvolumigen Hauses gehören reich behauene Werksteingliederungen über dem Sockelgeschoss, mit Sandstein umrandete Fenster- und Giebelmotive, die sich an der deutschen Neorenaissance orientieren. Malerisch wirken die Dach- und Giebelformationen mit Lukarnen, mehrere Altane (Söller), gekuppelte Fenster (Biforien) und der schmale Glockenturm. 22 Kaminzüge und sieben verschiedene Gaubentypen, Auslucht und Erker sind weitere architektonische Details. Typisch für diesen auch im Späthistorismus (nach 1890) vertretenen Baustil sind die halbkreisförmigen Giebel oder die mit schneckenförmigen Voluten verzierten Zwerchhäuser. Neben den Lisenen und Pilastern dienen Obelisken und Steinkugeln zur Ausschmückung der Gebäudeteile. In den kunstschmiedeeisernen Arbeiten des Außen- und Innenbereichs von Geländern oder Korbgittern setzen sich Doppelvoluten, Flechtwerke und Ranken als Motive fort. Auch der vorgesetzte Treppenturm mit Dachhelm, Bergbausymbol und Bleiglasfenster mit Themen der Rheinromantik des deutschen Landschaftsmalers Johann Heinrich Schilbach sowie die detailreichen Fassaden verstärken diesen Gesamteindruck. Schützenswerte Bauteile sind auch ein kleiner Pavillon (Teehaus) sowie die schmiedeeisernen Haupt- und Nebenportale.

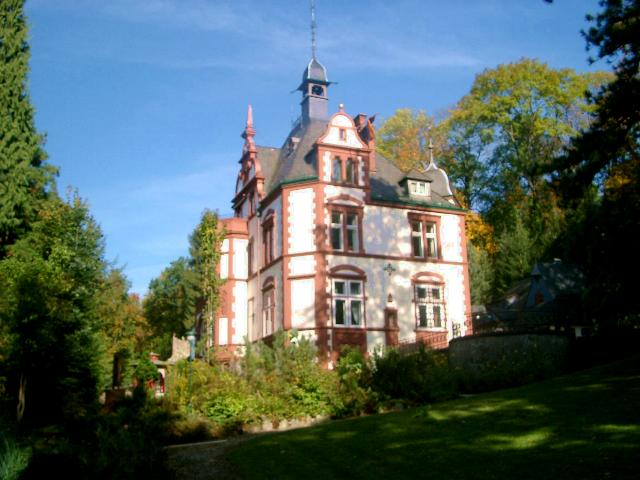
Ansicht von Südwesten
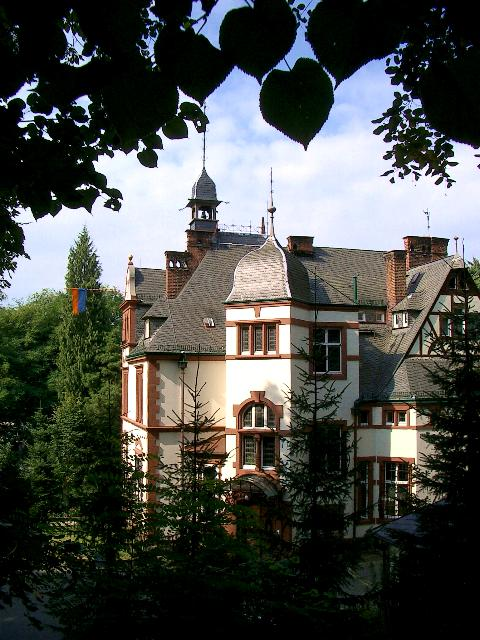
Ansicht von Osten
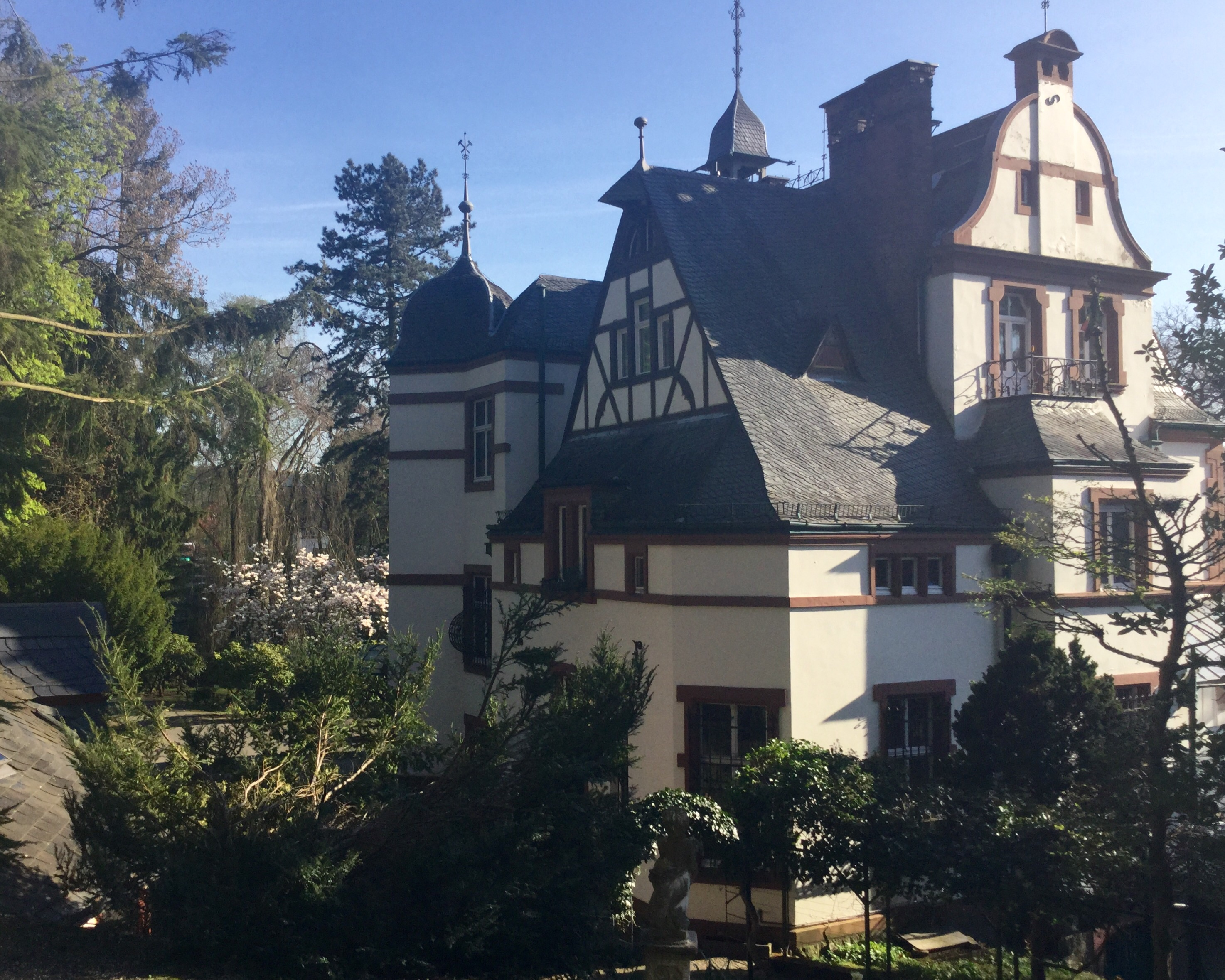
Ansicht von Nordosten
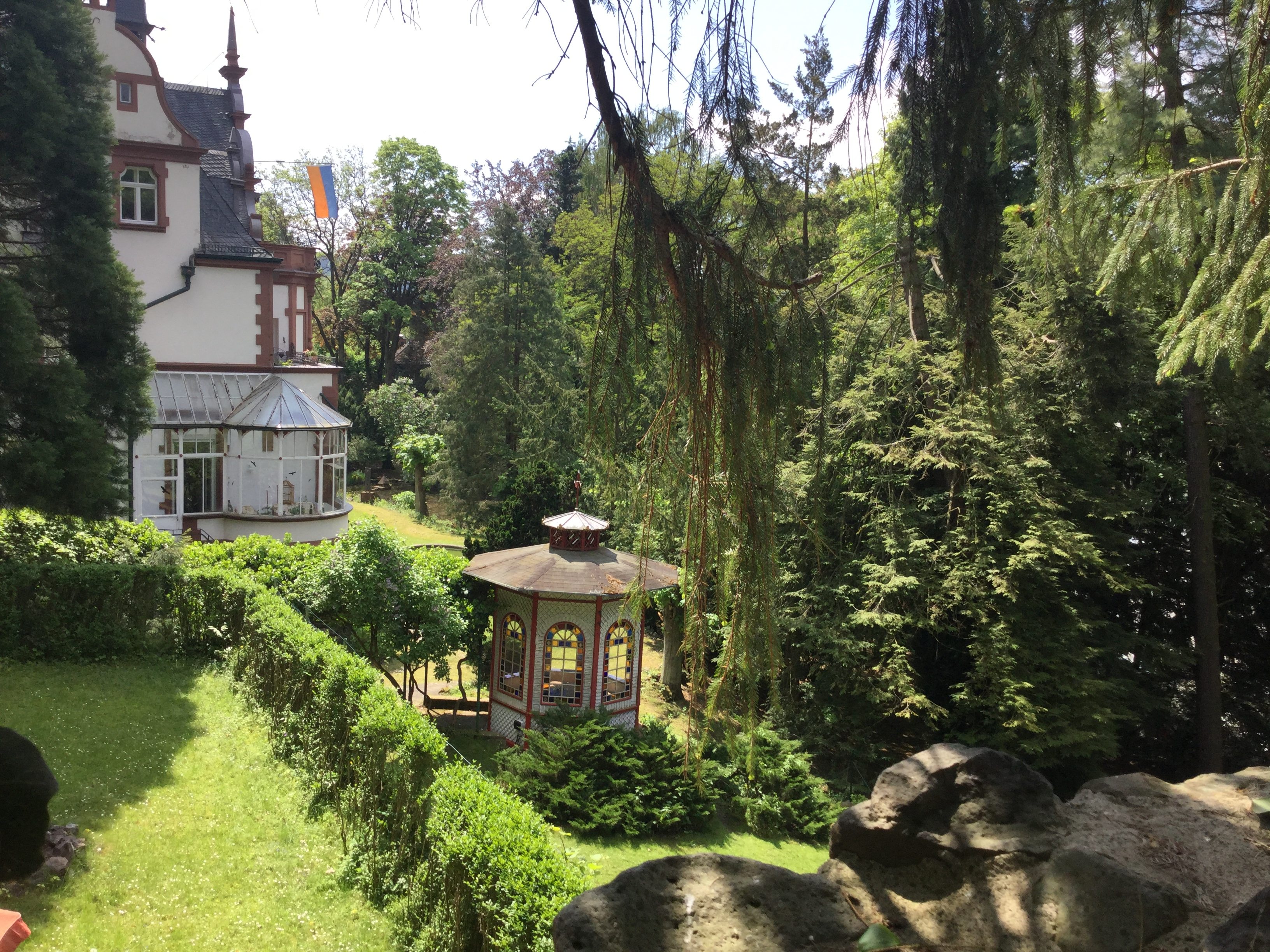
Ansicht von Norden
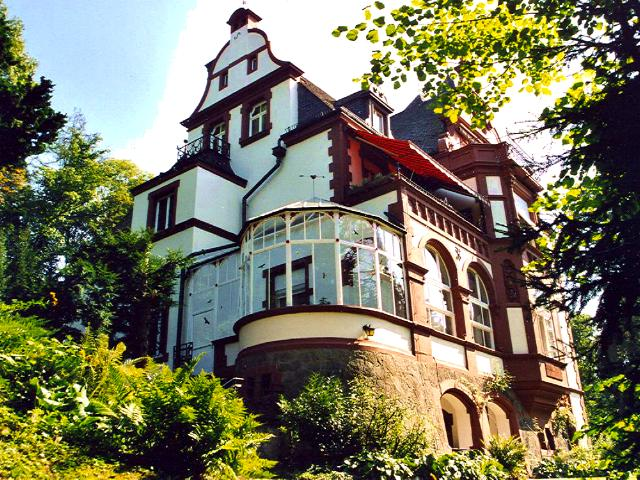
Wintergarten (über Zisterne), Arkadengang
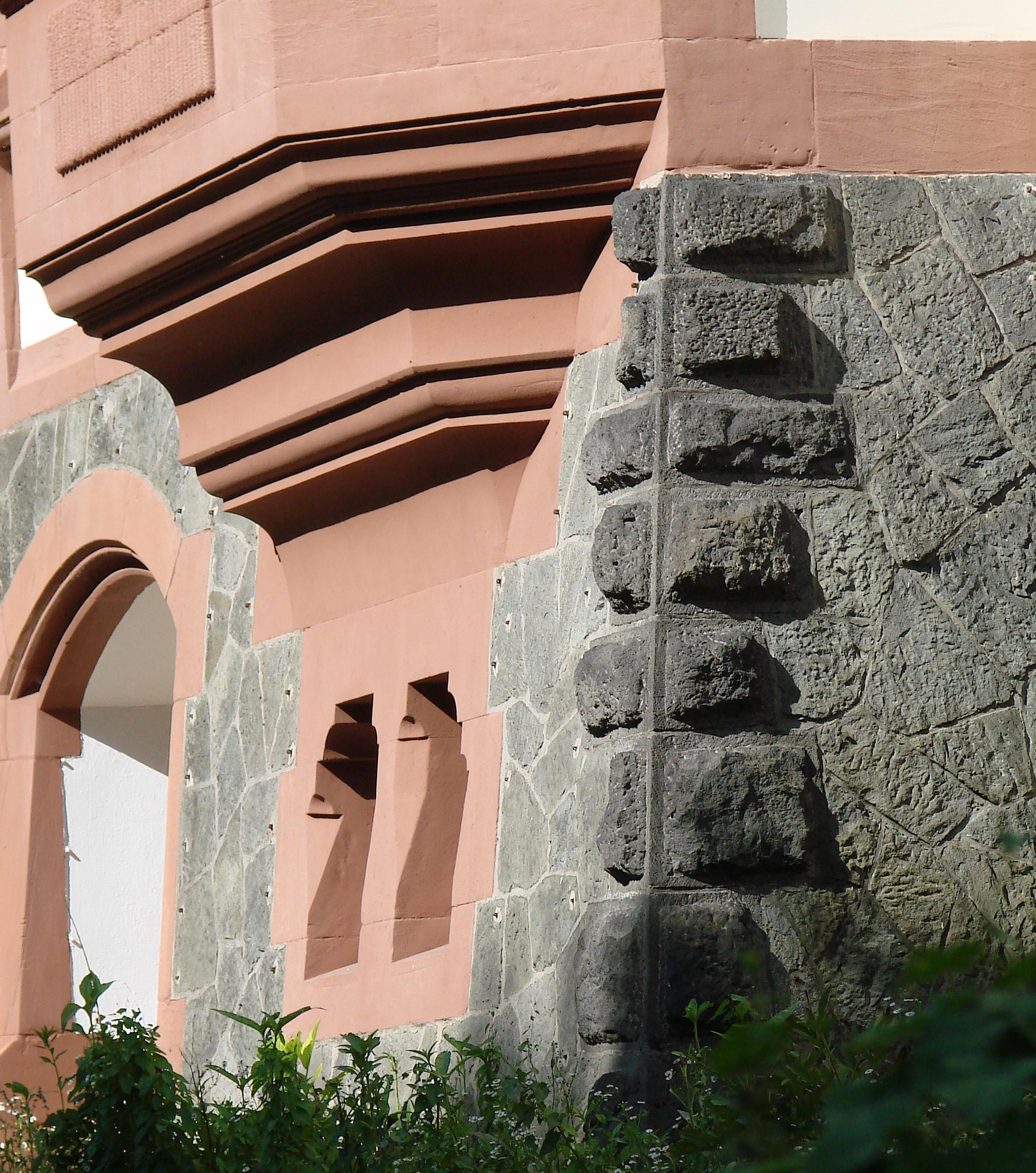
Bossenquaderung aus Lungstein am Sockel
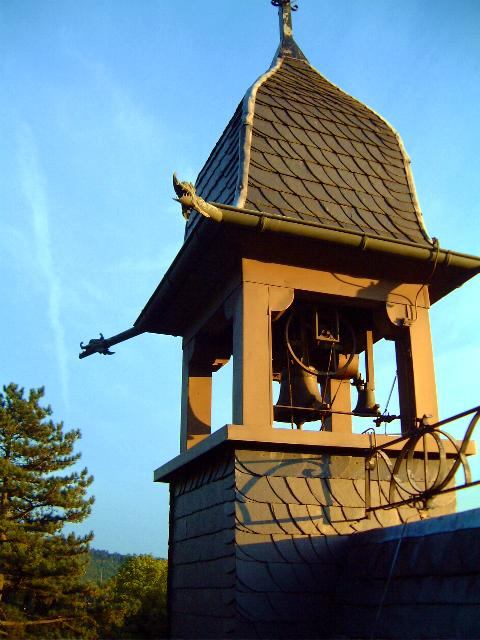
Glockenturm mit Geläut
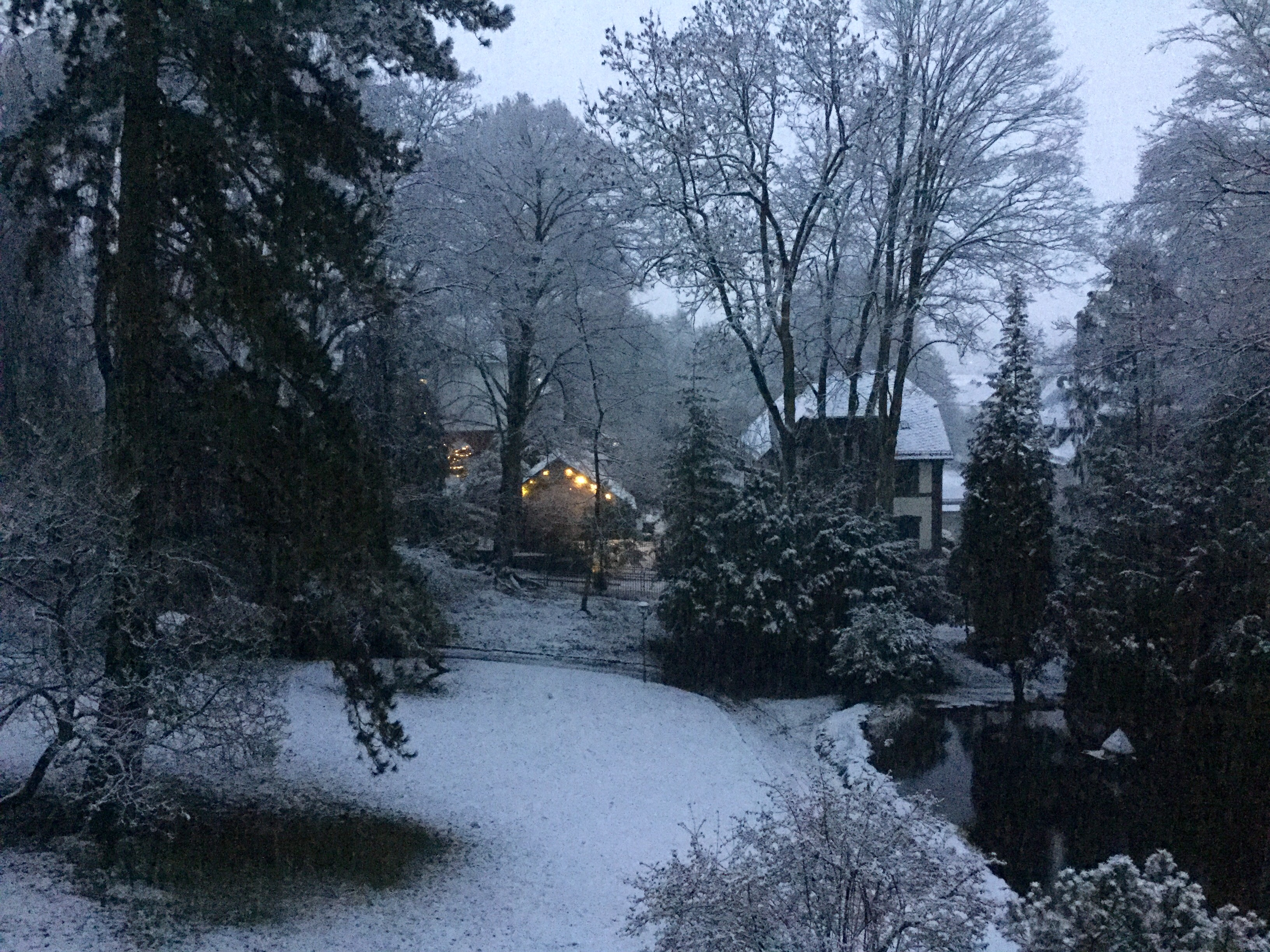
Blick aus der Beletage nach Süden

### Details zur Architektur
Der herrschaftliche Haupteingang zum Treppenturm ist im Stil einer Archivolte gehalten. Die traditionellen Verzierungen in rotem Mainsandstein finden ihren Abschluss in einem leicht vorkragendem Segmentgiebel. Zum Wetterschutz wird dieser von einem entsprechend gerundeten Glasdach fortgesetzt. Die seitlichen Stützen der genieteten Konstruktion bestehen aus schweren schmiedeeisernen, im historistischen Stil reich verzierten Konsolen. Die eingearbeiteten Glasplatten deuten jedoch, wo sie farblich gehalten werden, den aufkommenden Jugendstil an. Das aus Eichenholz geschreinerte zweiflüglige Portal zeichnet sich durch stilvolle Applikationen aus, die das Wesen des Gebäudes widerspiegeln. Dazu gehören, neben diversen Profilen und gedrechselten Auflagen, Diamantbossen-Formationen in Quadratfüllungen, Zopfmotive sowie zwei Spitzgiebel. Zwei dahinter platzierte Lichtaustritte haben mit Rosetten gestaltete Ziergitter, die mit den Initialen „NH“ (Neuhoffnungshütte) versehen sind. Nach innen befinden sich hier Drehflügel-Fenster mit Bleiverglasungen. Der aus Messing gegossene Türknauf mit dem gegenüberliegenden Türgriff vervollständigen den künstlerischen Gesamteindruck. Flankierend zur Treppenstufe sind zwei Bronze-Hasen als Fußabstreifer angebracht. Im gepflasterten Vorhof wird das familiäre Wappensymbol in farbigem Steinmosaik dargestellt.

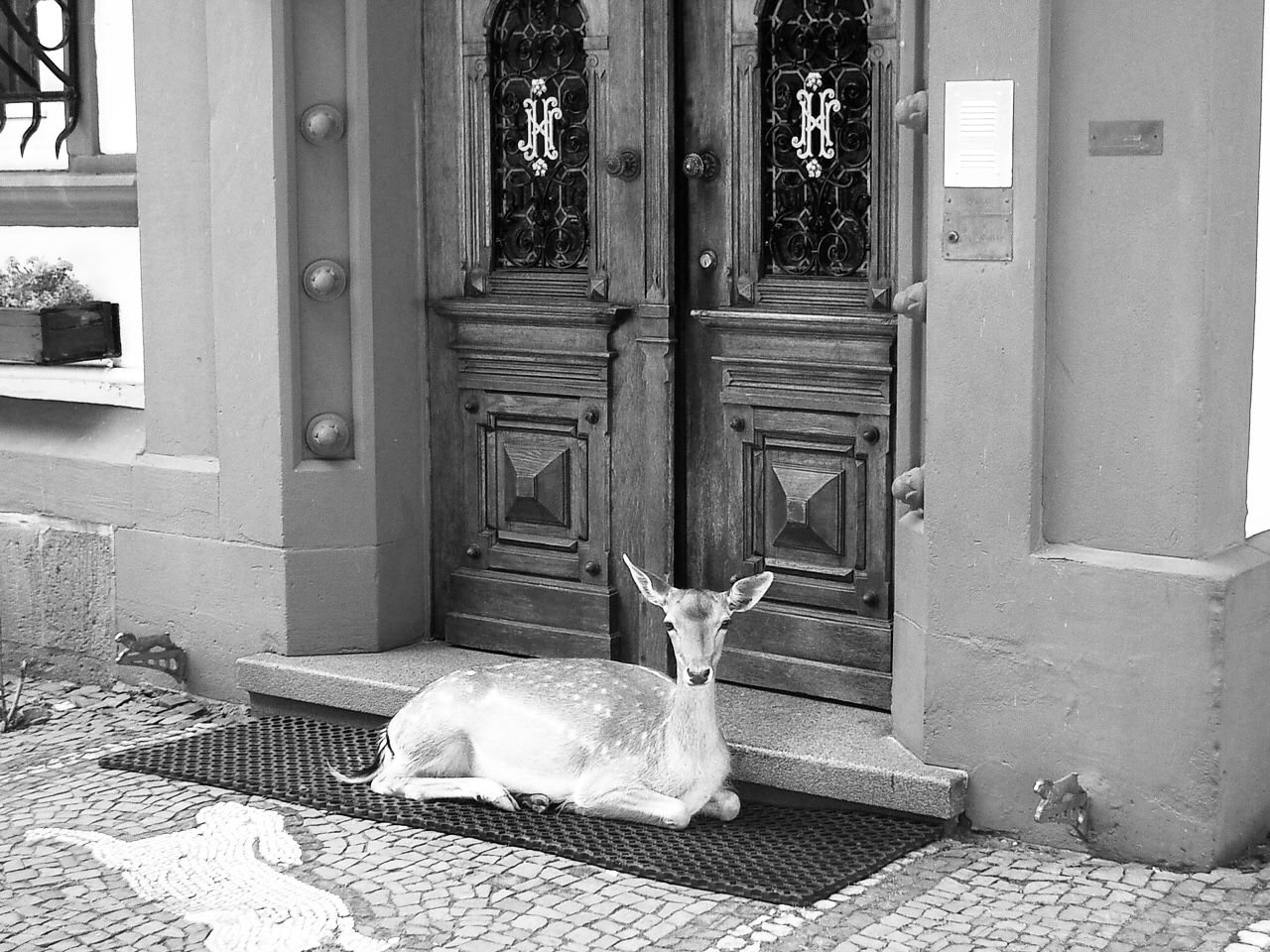
Doppelflügelige, reich verzierte Eichentür im historistischen Stil mit Damhirsch

Über den Windfang und die Garderobe erreicht man das Vestibül. Noch heute sind originale Ausstattungen wie Terrazzoböden, Stuck, Wandtäfelungen und Parkett erhalten. Die Kamine sind zum Teil mit neoklassizistischen Applikationen aus Naturstein wie Lahnmarmor und belgischem Granit versehen, aber auch neohistoristische Elemente mit großflächigen Keramiken und Motiven der in der Renaissance beliebten Tierkreiszeichen wurden hinzugefügt. Die 12 Reliefplatten stammen von Villeroy und Boch, entsprechen dem historisierenden Stil der Postmoderne und sind mit J. Hortös signiert. Alle Kellergewölbe sind als preußische Kappendecke ausgeführt, die im 19. Jahrhundert entwickelt wurden und sich durch hohe Belastbarkeit sowie Feuchtigkeitsresistenz auszeichnen.

### Ansprüche historistischer Wohnkultur
Tageslichteinfall durch variantenreiche Fenster, wie Kreuz- oder Kämpferfenster; ausgeglichene Raumproportionen und optimale Ausrichtung des polygonalen Gebäudes; Beschattung und Hitzeschutz (schon 1892 eingeplant und qualitätvoll umgesetzt); Typisch für die neue gehobene Wohnkultur ist der separate Etagenzugang über den Treppenturm. Alle privaten Zimmer sind durch Verriegelung, Geheimtüren und Schlupfe so verbunden, dass Familienmitglieder jeden Raum erreichen konnten, ohne von Besuchern oder Bediensteten vom Flur oder Vorplatz gesehen zu werden. Im Dachgeschoss lagen die Unterkünfte der Hausangestellten, Kinder und Besucher. Begehbare Staukammern enthielten z. B. Waschtische oder den Antrieb des Speiseaufzugs. Ein internes elektrisches Klingelsystem sorgte für die einfache Kommunikation im Haus.
Eine Tür führt auf den ausgedehnten Dachboden. Er diente im Winter zum Trocknen der Wäsche sowie als zusätzlicher Lagerraum. Hier befindet sich auch die Turmuhr und früher der hauseigene Druckwasserspeicher. Ein Leitersystem erschließt die Dachplattform sowie den Zugang zum Glockenturm mit den Schlagwerken.
Der Dienstboteneingang im Erdgeschoss führte zu Nähzimmer und Küche. Über den Treppenabgang erreichte das Personal die darunter liegende Waschküche, Versorgungskammern und den gut gesicherten Weinkeller. Die Wildkammer befand sich im gegenüberliegenden Wirtschaftsgebäude. Die Räume des Faktotums waren im Souterrain durch einen separaten, über eine Loggia verbundenen Zugang erreichbar.
Vom Wintergarten am Hochparterre führt eine Treppe mit zwei Viertelpodesten zu den weiß gekiesten Parkwegen. In diesem Bereich setzte der Architekt auf künstlerische wie materielle Vielfalt. Das erste Podest besteht aus einer von Konsolen getragenen Sandsteinplatte und wirkt wie eine Kanzel. Ein schmiedeeisernes Geländer auf gusseisernen Treppenstufen lehnt sich an die nach außen gerundete Zisterne. Das folgende Podest und die weiterführende Treppe bestehen aus handgehauenem Trachyt. Es ruht auf einem aufsteigenden Tonnengewölbe aus Ziegelstein-Mauerwerk, das auf der sichtbaren Seite die aus lokal gebrochenem Bruchstein gemauerte Fassade fortsetzt. An dem Punkt, wo sich die Treppen vom Gebäude löst und in den Park abzweigt, wird sie breiter und zweiläufig. Gegenüber erhebt sich aus rotem Buntsandstein die Freitreppe zum Teehaus. Dem Architekten gelang hier eine Synthese zwischen Kunst am Bau und Technik, ohne in den oft kritisierten überladenen Stil des Historismus abzugleiten.

### Besonderheiten

#### Ausstattung
Zu den Besonderheiten zählt eine Zisterne mit vorgeschaltetem Filterraum, die sich unter dem pavillonhaften eisernen Grünhaus (heute Wintergarten) befindet. Weiter gehören ein Speiseaufzug, ein zweiter Eiskeller, ein Hummerbecken mit damals neuartiger Belüftung durch elektrisch betriebene Kolbenverdichter (Siemens-Schuckert) sowie eine elektrische Nachtspeicherheizung (Baujahr 1910) zur damals außergewöhnlichen Ausstattung.
- Hummerbeckenbelüftung
- Profanes Glockengeläut
- elektromechanischer Gewichtsaufzug der Turmuhr
- Glockengeläut mit Stunden- und Viertelstunden-Schlag

Eine von Perrot in Calw mit elektromagnetischem Schlagwerk nachgerüstete Turmuhr ist noch in Funktion. Das Rechenschlagwerk mit Stundenzählung („Wiener Schlag“) zeigt über zwei Glocken der Glocken- und Kunstgießerei Rincker Viertelstunden und ganze Stunden an. 1983 bekam die Bronzeglocke (Nr. 17348) mit der Inschrift „Fortuna Virtutis Comes“ (Schlagton C-Dur) eine Läutemaschine mit elektromechanischem Antrieb und Steuerung nach Friedrich Bokelmann von den Herforder Elektromotoren-Werken (HEW). Im Rahmen der Teilrestaurierung wurden Joch und Glockenstuhl der besseren Resonanz wegen aus dem wetterbeständigen Holz der Milicia (Kambala) gefertigt.

#### Selbstversorgung
Ehemalige Gärtnerei, Palmenhaus, Geflügelstall und Bienenhaus dienten bis Ende der 1960er Jahre der Selbstversorgung. Zur Eigenherstellung von Tabak war ein Trocken- und Fermentierraum vorhanden. Erhalten ist noch ein Annexbau zum großen Eiskeller für die Champignonzucht. Aus dem damals noch zugehörigen landwirtschaftlichen Gut Rupperstmühle auf der gegenüberliegenden Dill-Seite entstand in den 1990er Jahren eine Reitanlage. Westlich davon auf der Anhöhe befindet sich die kleine Villa Marie. Sie ist eine in den 1920er Jahren errichtete Dependance für Familienmitglieder inmitten einer großen Gartenanlage. Der östlich des Parks der Villa Haas gelegene, etwa 2 Hektar große pomologische Garten, im Volksmund Kirschgarten genannt, wurde als Kurzrasenweide genutzt und ist heute überbaut. Dieses Gebiet gehörte früher zur nassauischen Domäne und hatte mit Wingert, Obsthain, Quelle und Bachlauf die ursprünglichen Merkmale des deutschen Gartens.

#### Relikte
Vom Zweiten Weltkrieg zeugt im nördlichen Teil des Parks noch ein Flak-Fundament. Daneben liegt der Eingang eines großräumigen, gewölbeartigen Tiefbunkers. Ein kleiner Luftschutzraum wurde in den Berghang neben der Remise gebaut. Oberhalb dieser Anlagen an der Grenze nach Herborn befindet sich ein ypsilonförmiger Wasserstollen (Baujahr 1928). Auch eine große wasserführende Kaverne liegt auf dem hinteren Parkgelände. Die von der Bevölkerung oft als Geheimgänge zur Villa bezeichneten unterirdischen Tunnel stellen eher Luftschächte und Notausgänge dar. Heutzutage sind sie geflutet, teilweise verschüttet und ein Habitat für Fledermäuse.
Reitwege führten vom Park durch den Sinner und Herborner Beilstein (heute Dernbachwiesenweg) zu den Dillklippen. Der am Aussichtspunkt befindliche Pavillon ging nach familiärer Erzählung, wie sein Pendant in der Villa (Teehaus), auf eine Idee von Oberstleutnant Arnold Retzlaff zurück und wurde bei den Arbeiterunruhen von 1928 zerstört.

#### Gemälde
Im oberen Treppenturmgeschoß dominiert das Monumentalgemälde „Kämpfende Hunde und Bären“ von Frans Snyders aus der Zeit des holländischen Manierismus. Es gehört zu den ersten großformatigen Tierdarstellungen und stammt aus der dänischen Sammlung Jacob Christian Jacobsen. Eine Zweitfassung dieser seltenen Bärenhatz wurde auf Schloss Malberg entdeckt und restauriert.

## Park

### Gestaltungsmittel

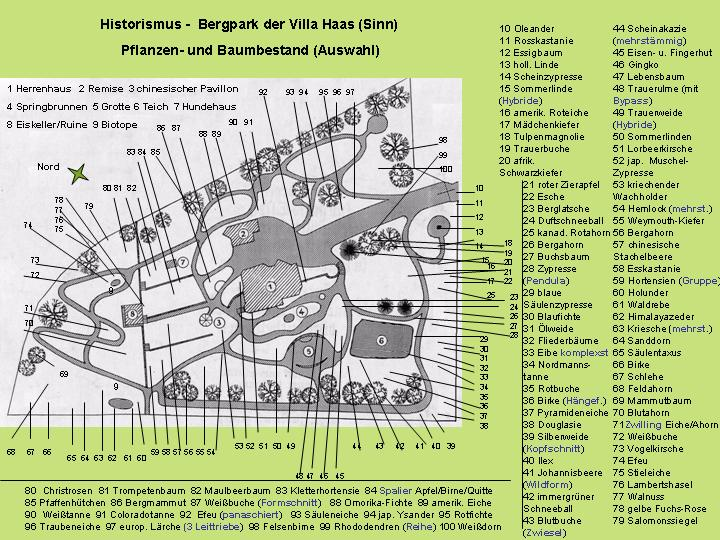
Auswahl des Pflanzen, Strauch und Baumbestands entlang der Wege im historistischen Park

Die denkmalgeschützte Gartenanlage enthält neben seltenen Pflanzen, Sträuchern und Bäumen viele Stilelemente und Staffagen des historistischen Parks. Hierzu zählen Ruine mit Eiskeller, Grotte, Laubengänge, Spiegelteich, Rondell, Springbrunnen, Exedren, Schneckengang auf einen Kunsthügel, Putten, Scheinfriedhof und mehr. Die schmiedeeiserne Wetterstation mit Sonnenuhr sowie die Außen-Voliere wurden leider 1978 entwendet.
Zum Verständnis des Bergparks und seiner Geschichte sollte sich der Interessierte auf geologische Spurensuche begeben und auch verschiedene Gesteinsansammlungen beachten. Sie sind stumme Zeugen eines über 100-jährigen Haas’schen Engagements in Bergbau und Hüttenwesen des Lahn-Dill-Sieg-Gebiets. Als Blickfang dienen Eisenkiesel, Basalte, Nagelfluh, Härtlinge, Vulkansteine, Quarzite, Grünlinge etc. Die regionalen Vertreter der metamorphen, sedimentären magmatische Gesteine entstammen dem auslaufenden Rheinischen Schiefergebirge und der Hörre-Zone.

### Umgebung
Der Park ist eine der wenigen erhaltenen Neuschöpfungen des Historismus und weist über hundert verschiedene Pflanzenarten auf. Er ist Teil des Gebietes Beilstein / Hörre, das von Johann Daniel Leers in seiner Flora Herbornensis in der Artenvielfalt mit genauen Standorten 1775 beschrieben wurde. Diese Auflistungen sind nach Karl Löber „von unübertroffener Genauigkeit und ermöglichen heute noch eine mühelose Nachprüfung“.
Ursächlich für das Interesse der Botaniker und Forstwirtschaftler ist das besondere Klima des unteren Dilltals. Im Vergleich zum angrenzenden hessischen Westerwald hat die von Nord- und Ostwinden geschützte Hanglage eine im Jahresmittel höhere Temperatur und geringere Niederschläge. Eine günstige Voraussetzung für wärmeliebende einheimische wie exotische Gehölze. Bis in die 1970er Jahre fanden Begehungen im Rahmen der praxisnahen Ausbildung von Forstämtern statt. Umliegende Gärtnereien ernteten Zapfen und Zweige der zum Teil exotischen Nadelbäume zu Dekorationszwecken.

### Kunstgriffe
Hofmann als Landschaftsarchitekt nutzte geschickt optische Möglichkeiten zur Wahrnehmungstäuschung. Durch die Hanglage des Gartens entsteht im Sinne der Renaissance eine dreidimensionale Raumwirkung, die in Tallage einer größeren Fläche bedurft hätte. Die Kulisse der rauchenden Schlote, der Lärm von Gießerei und Eisenwerk wurden damals bewusst in die Inszenierung einbezogen. In den letzten vier Jahrzehnten wurde versucht, Kernpark und Gebäude in ihrem historischen Ursprung als Gesamtkunstwerk zu erhalten. Daher verzichtete man auf allseits beliebte schmückende Ausstattungen und Dekorationen. In diesem Sinne wurden z. B. auch die Parkleuchten im Stil eines sachlichen Funktionalismus (Bauhaus) belassen.
Parkanlagen unterliegen zeitgemäß Veränderungen; kulturelle Sichtweisen dazu (Goethe, Kant, Hegel) werden hinterfragt und bezüglich des Kunstbegriffs erweitert. Bisher war die Schönheit eines Parks Sinnbild für die gute Natur. Man orientierte sich an der bürgerlichen Naturästhetik. Der Landschaftsgarten galt als utopisches Gegenstück zur Gesellschaft. Die natürliche Schönheit begriff man stets als Beigabe. Mit dem Aufkommen der ökologischen Naturästhetik (Gernot Böhme) wird die Schönheit eines Parks als ökologisches Gefüge mit eigenen Atmosphären und Befindlichkeiten für die betroffenen Menschen aufgefasst.

## Trivia
Die Remise von 1892 mit Stall für Geflügel und Pferde wirkte sehr wenig repräsentativ. Später erweiterte man das Gebäude für weitere Kutschen und errichtete eine durch eine Quelle gespeiste Pferdetränke. Die bis heute erhaltene Version von 1910 wurde in den Hang gebaut und wirkt durch Scheinarchitektur wesentlich größer. Mit einer beheizten Werkstatt, Abgasleitung und Inspektionsgrube hielt die Motorisierung Einzug.
Am nordwestlichen Parkausgang liegen die Reste einer ehemaligen Freiluftdusche mit einem Relief des Ritters von Berlichingen und dem Götz-Zitat (Schwäbischer Gruß) über dem Ablaufbecken. Auf der Entlüftung des Eiskellers steht der in Vulgärlatein gehaltene Spruch „Hi tut dip heim“. Dies bedeutet im Verständnis der mittelalterlichen Sprachallegorien so viel wie: Wenn der Fuchs predigt, so hüte die Gänse.
Eine mit Wappen und Ornamenten reich verzierte Kanone hat am Kopfstück die Aufschrift „Gayre ay Ghapet“. Sie ist am Rondell platziert. Mutmaßlich gehörte sie zum schottischen Minard Castle und dem ominösen Clan Gayre.

## Villa Haas heute
Die Anlage befindet sich in Privatbesitz, wird von mehreren Generationen bewohnt und ist auf Anfrage öffentlich zugängig. Im Rahmen von kulturellen Veranstaltungen ist eine Besichtigung des historistischen Gartens mit Blick in das repräsentative Treppenhaus möglich. Die Kulissen sind gefragt für Fotoshootings, Werbespots und regionale Filmproduktionen. Alle Einnahmen hieraus fließen als direkte Spenden an eine Stiftung für Bildung in Uganda (Foundation 22stars).

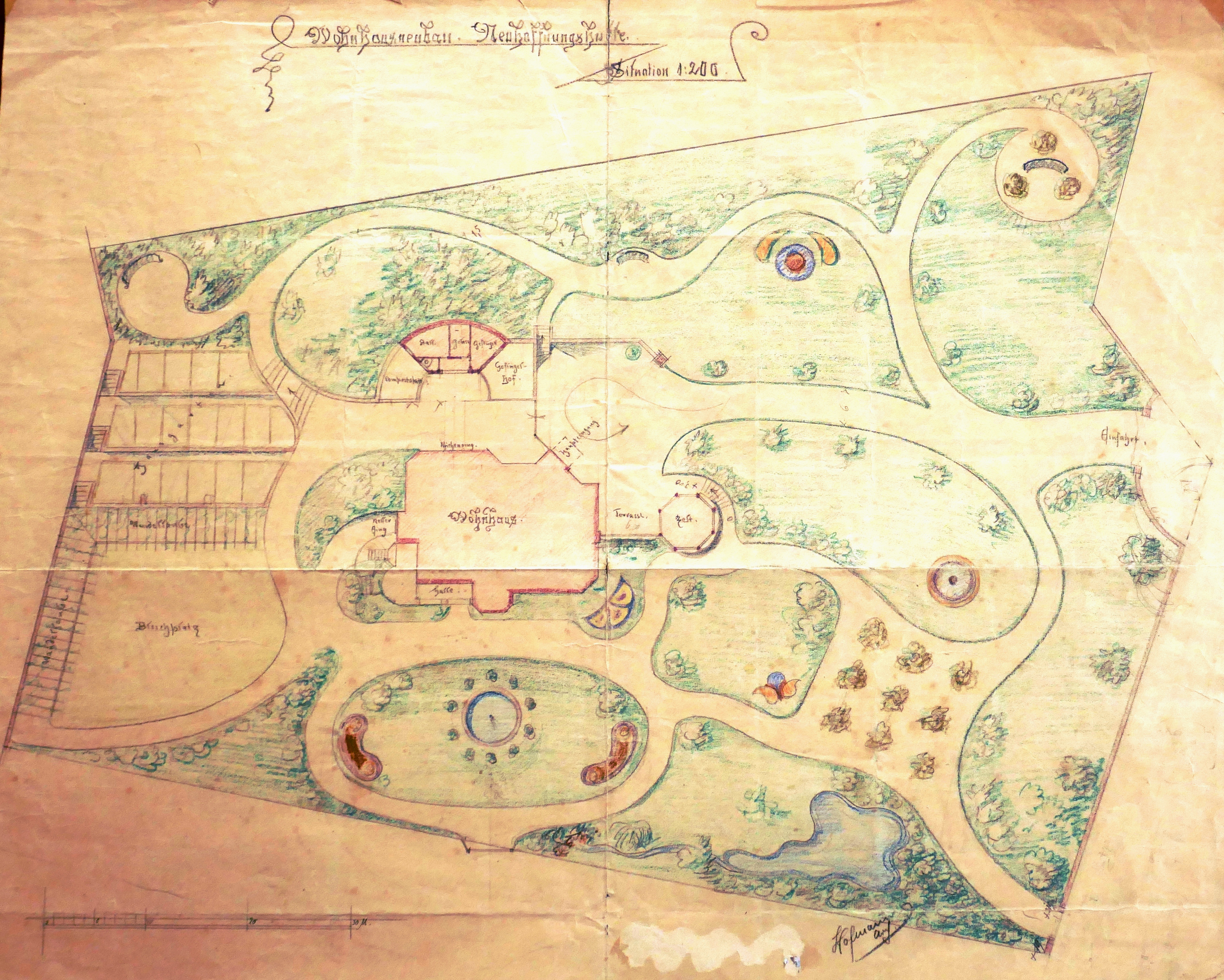
Parkplan, um 1892
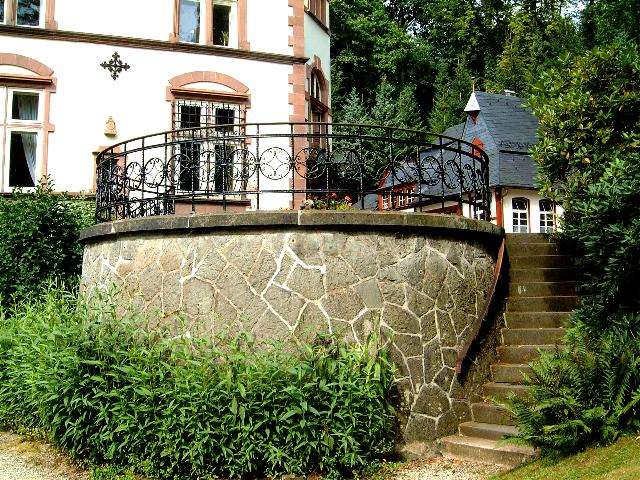
Rondell
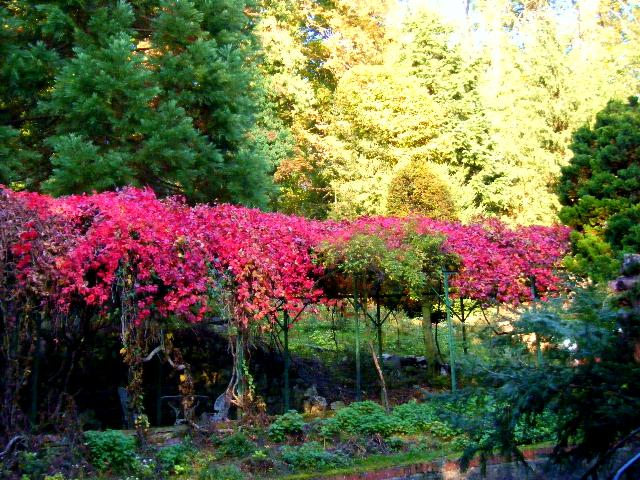
Laubengang
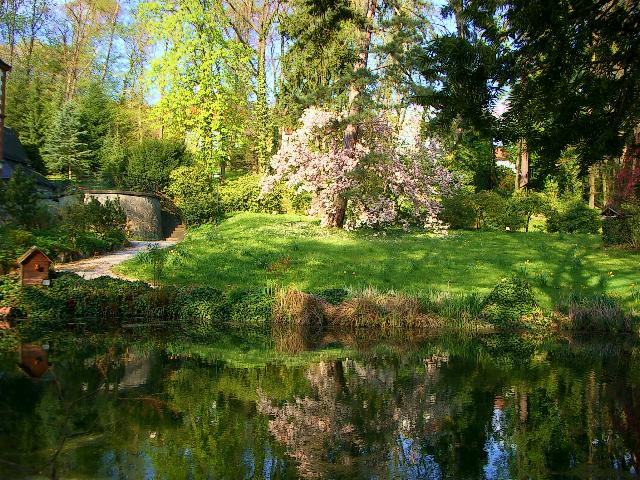
Teich
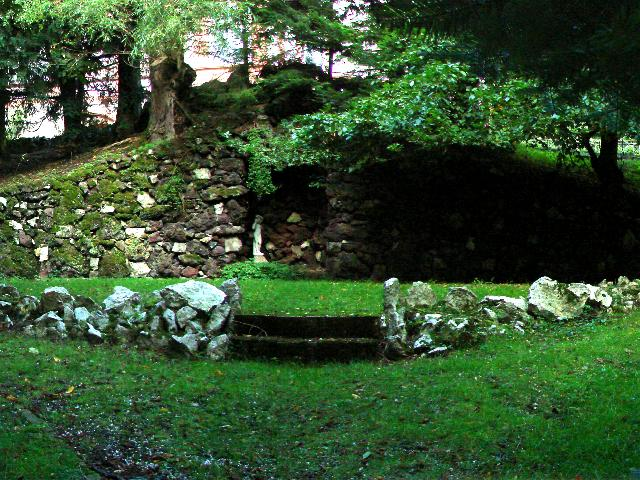
Grotte
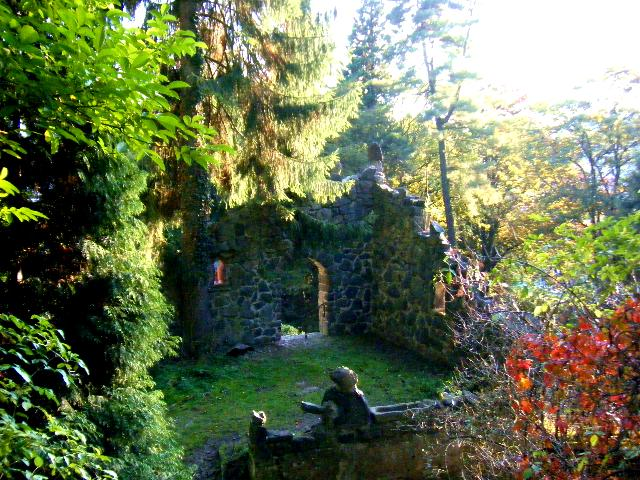
Ruine
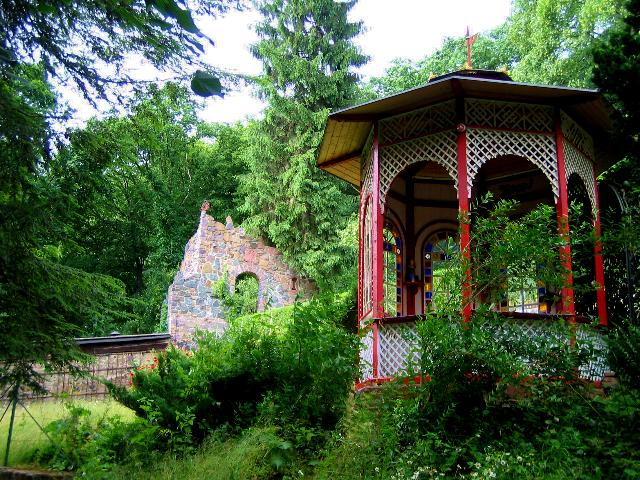
Teehaus
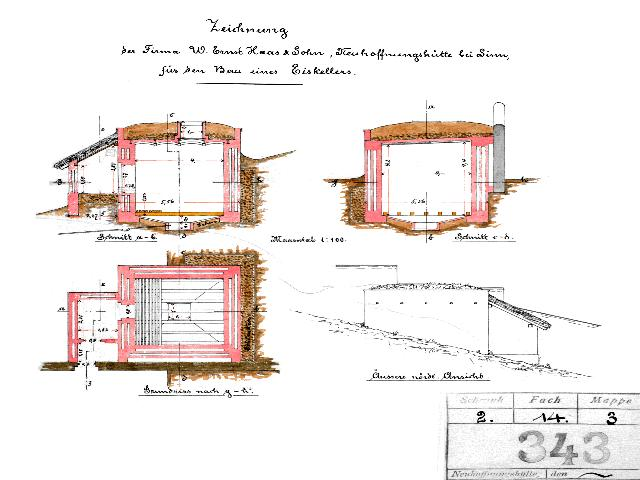
Eiskeller (Plan)
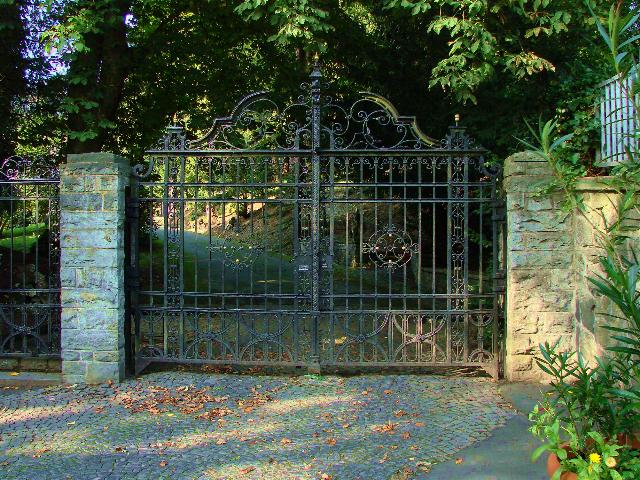
Schmiedeeisernes Hauptportal
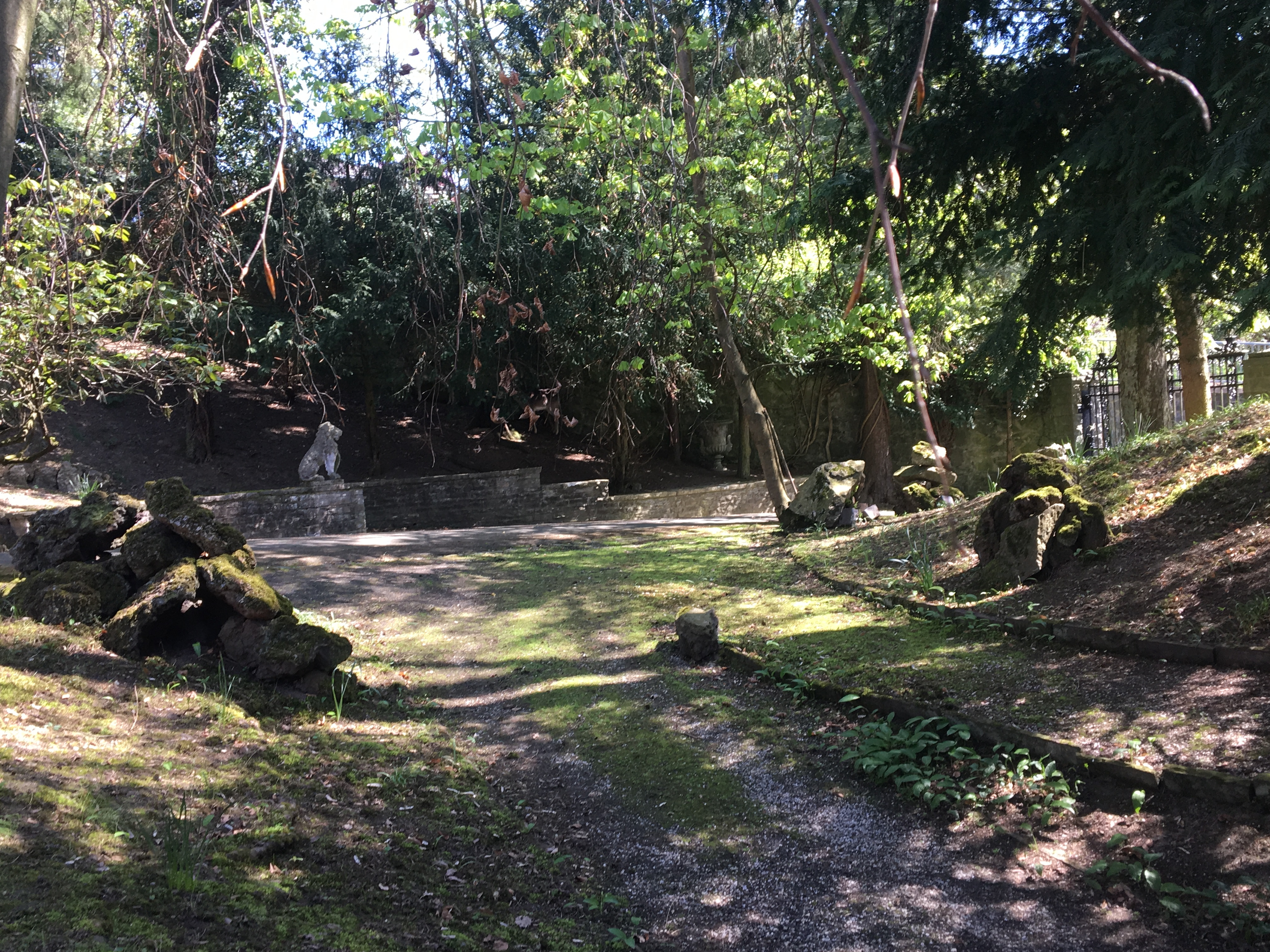
Geologische Gesteinssammlung
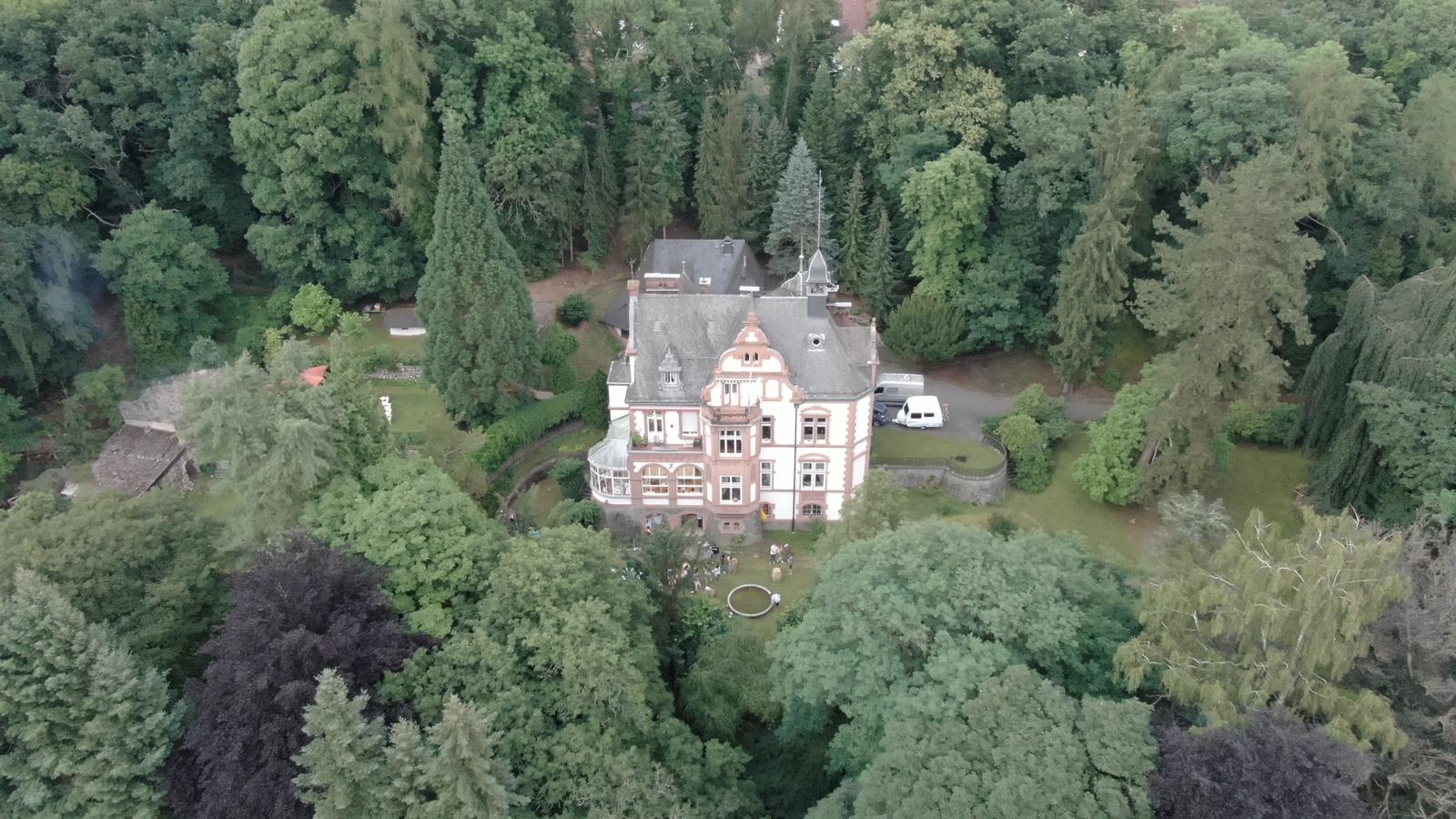
Drohnenperspektive aus ca. 100 m Höhe auf Villa und Park, Juli 2021
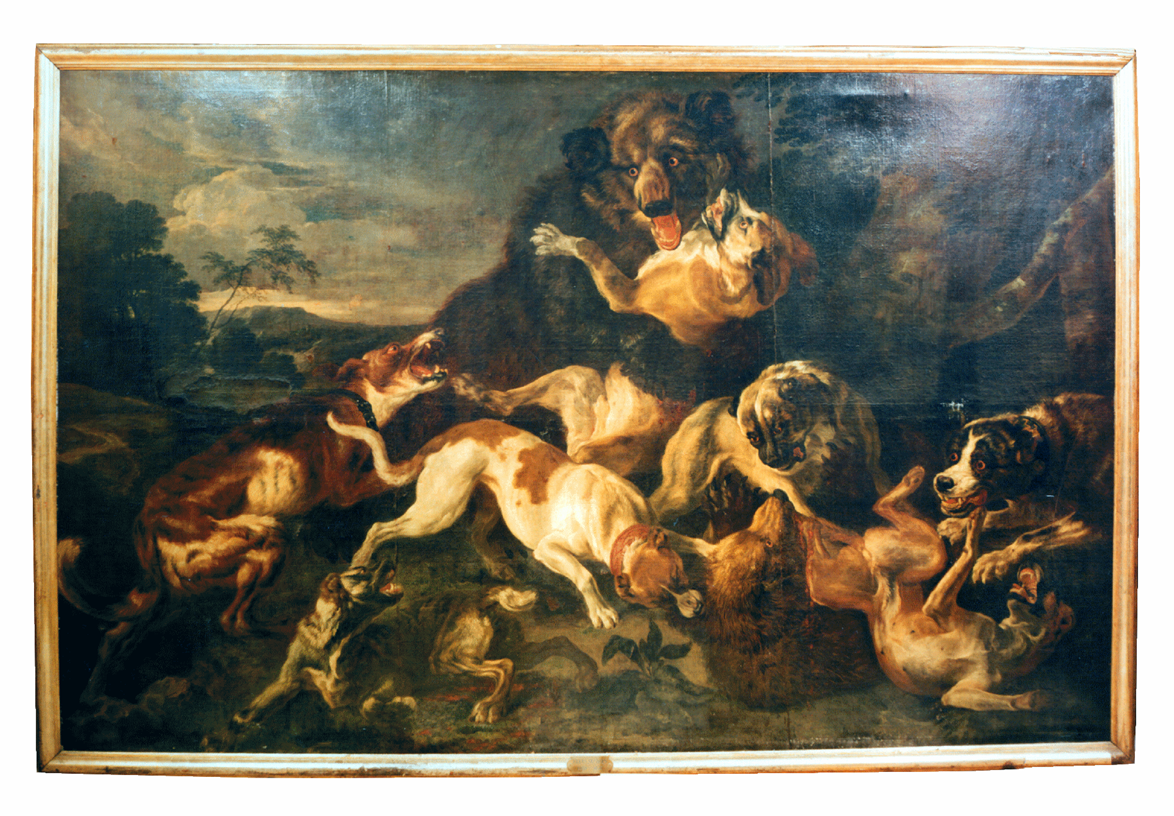
Frans Snyders, Kämpfende Hunde und Bären

### Villa Haas in der Presse
- Herborner Tageblatt vom 26. Juni 2017, S. 1 und S. 10: Jungfrauengrotte und Hummerbecken – Einblicke: Die Villa Haas ist ein einzigartiges Zeugnis der Gründerzeitarchitektur
- Herborner Tageblatt vom 25. Oktober 2018, S. 9: Traumhauft schöne Autos in traumhaftschöner Kulisse
- Sonntag Morgenmagazin vom 29. Oktober 2018: Junggebliebene Oldtimer vor grandioser Kulisse
- Herborner Tageblatt vom 15. August 2019: Tolles Wetter bei „Diner en Blanc“
- Sinner Nachrichten, Nr. 30/2019, S. 7 f. / Nr. 31/2019, S. 6 / Nr. 33/2019, S. 7: Gartenfest in der Villa Haas
- Herborner Tageblatt, Nr. 181 vom 7. August 2021: Erinnerungen und Erbe bewahren
- Eifelkreis Bitburg-Prüm Kreisverwaltung Pressemitteilung April 2024: Studienfahrt der Kreisvolkshochschule zur Villa Haas und in die historische Altstadt von Wetzlar